# Petersdorf (Bawaria)

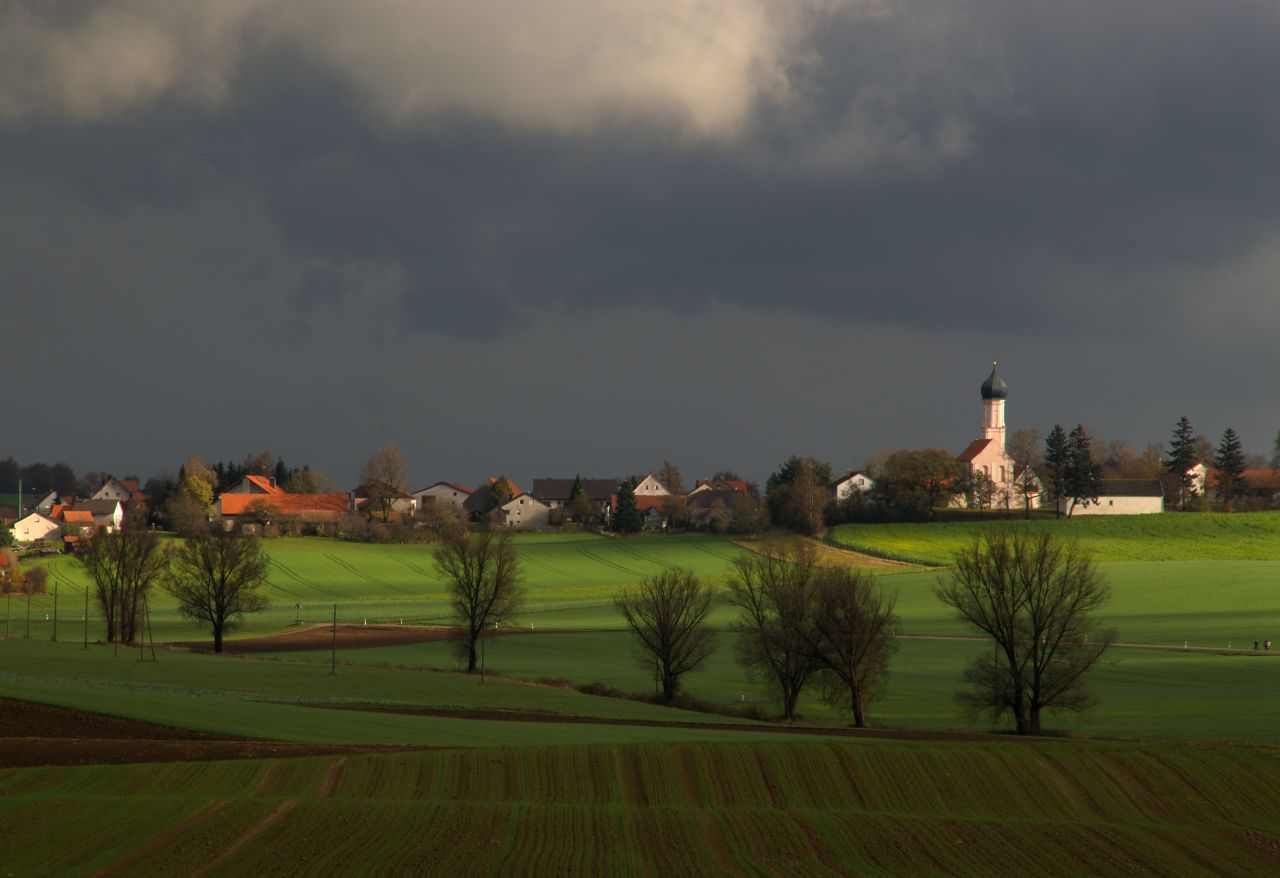
Dzielnica Willprechtszell

Petersdorf – miejscowość i gmina w Niemczech, w kraju związkowym Bawaria, w rejencji Szwabia, w regionie Augsburg, w powiecie Aichach-Friedberg, wchodzi w skład wspólnoty administracyjnej Aindling. Leży około 10 km na północny zachód od Aichach.

## Demografia
| Rok  | Liczba mieszk. |
| ---- | -------------- |
| 1970 | 1 364          |
| 1987 | 1 645          |
| 2000 | 1 726          |

## Polityka
Wójtem gminy jest Johann Settele, rada gminy składa się z 12 osób.
|      | WVG | FWG | Razem |
| 2008 | 6   | 6   | 12    |
| 2002 | 6   | 6   | 12    |